# دافيد فالي ميلان
دافيد فالي ميلان (بالإسبانية: David Valle) (27 مايو 1978 ببرشلونة في إسبانيا - ) هو لاعب كرة قدم إسباني في مركز حراسة المرمى. لعب مع بوليديبورتيفو إيخيذو وخيمناستيك طركونة ونادي إيركوليس ونادي بادالونا ونادي قرطبة ونادي غرامينيت ونادي تيراسا ‏ ونادي كورنيا وSan Fernando CD ‏.

## روابط خارجية
- دافيد فالي ميلان على موقع قاعدة بيانات كرة القدم.إي يو (الإنجليزية)
- دافيد فالي ميلان على موقع Soccerway.com (الإنجليزية)